# Lijst van voetbalinterlands Duitsland - Engeland
Deze lijst van voetbalinterlands is een overzicht van alle officiële voetbalwedstrijden tussen de nationale teams van (West-)Duitsland en Engeland. De landen speelden tot op heden 35 keer tegen elkaar. De eerste ontmoeting, een vriendschappelijke wedstrijd, werd gespeeld in Berlijn op 10 mei 1930. Het laatste duel, een groepswedstrijd tijdens de UEFA Nations League 2022/23, vond plaats op 26 september 2022 in Londen.

## Wedstrijden
| №  | Plaats       | Datum             | Competitie                  | Wedstrijd                 | Uitslag |
| -- | ------------ | ----------------- | --------------------------- | ------------------------- | ------- |
| 1  | Berlijn      | 10 mei 1930       | Vriendschappelijk           | Duitsland – Engeland      | 3 – 3   |
| 2  | Londen       | 4 december 1935   | Vriendschappelijk           | Engeland – Duitsland      | 3 – 0   |
| 3  | Berlijn      | 14 mei 1938       | Vriendschappelijk           | Duitsland – Engeland      | 3 – 6   |
| 4  | Londen       | 1 december 1954   | Vriendschappelijk           | Engeland – West-Duitsland | 3 – 1   |
| 5  | West-Berlijn | 26 mei 1956       | Vriendschappelijk           | West-Duitsland – Engeland | 1 – 3   |
| 6  | Neurenberg   | 12 mei 1965       | Vriendschappelijk           | West-Duitsland – Engeland | 0 – 1   |
| 7  | Londen       | 23 februari 1966  | Vriendschappelijk           | Engeland – West-Duitsland | 1 – 0   |
| 8  | Londen       | 30 juli 1966      | WK 1966                     | Engeland – West-Duitsland | 4 – 2   |
| 9  | Hannover     | 1 juni 1968       | Vriendschappelijk           | West-Duitsland – Engeland | 1 – 0   |
| 10 | León         | 14 juni 1970      | WK 1970                     | Engeland – West-Duitsland | 2 – 3   |
| 11 | Londen       | 29 april 1972     | EK 1972 kwalificatie        | Engeland – West-Duitsland | 1 – 3   |
| 12 | West-Berlijn | 13 mei 1972       | EK 1972 kwalificatie        | West-Duitsland – Engeland | 0 – 0   |
| 13 | Londen       | 12 maart 1975     | Vriendschappelijk           | Engeland – West-Duitsland | 2 – 0   |
| 14 | München      | 22 februari 1978  | Vriendschappelijk           | West-Duitsland – Engeland | 2 – 1   |
| 15 | Madrid       | 29 juni 1982      | WK 1982                     | Engeland – West-Duitsland | 0 – 0   |
| 16 | Londen       | 13 oktober 1982   | Vriendschappelijk           | Engeland – West-Duitsland | 1 – 2   |
| 17 | Mexico-Stad  | 12 juni 1985      | Vriendschappelijk           | Engeland – West-Duitsland | 3 – 0   |
| 18 | Düsseldorf   | 9 september 1987  | Vriendschappelijk           | West-Duitsland – Engeland | 3 – 1   |
| 19 | Turijn       | 4 juli 1990       | WK 1990                     | Engeland – West-Duitsland | 1 – 1   |
| 20 | Londen       | 11 september 1991 | Vriendschappelijk           | Engeland – Duitsland      | 0 – 1   |
| 21 | Pontiac      | 19 juni 1993      | Vriendschappelijk           | Engeland – Duitsland      | 1 – 2   |
| 22 | Londen       | 26 juni 1996      | EK 1996                     | Engeland – Duitsland      | 1 – 1   |
| 23 | Charleroi    | 17 juni 2000      | EK 2000                     | Engeland – Duitsland      | 1 – 0   |
| 24 | Londen       | 7 oktober 2000    | WK 2002 kwalificatie        | Engeland – Duitsland      | 0 – 1   |
| 25 | München      | 1 september 2001  | WK 2002 kwalificatie        | Duitsland – Engeland      | 1 – 5   |
| 26 | Londen       | 22 augustus 2007  | Vriendschappelijk           | Engeland – Duitsland      | 1 – 2   |
| 27 | Berlijn      | 19 november 2008  | Vriendschappelijk           | Duitsland – Engeland      | 1 – 2   |
| 28 | Bloemfontein | 27 juni 2010      | WK 2010                     | Duitsland – Engeland      | 4 – 1   |
| 29 | Londen       | 19 november 2013  | Vriendschappelijk           | Engeland – Duitsland      | 0 – 1   |
| 30 | Berlijn      | 26 maart 2016     | Vriendschappelijk           | Duitsland – Engeland      | 2 – 3   |
| 31 | Dortmund     | 22 maart 2017     | Vriendschappelijk           | Duitsland – Engeland      | 1 – 0   |
| 32 | Londen       | 10 november 2017  | Vriendschappelijk           | Engeland – Duitsland      | 0 – 0   |
| 33 | Londen       | 29 juni 2021      | EK 2020                     | Engeland – Duitsland      | 2 – 0   |
| 34 | München      | 7 juni 2022       | UEFA Nations League 2022/23 | Duitsland − Engeland      | 1 – 1   |
| 35 | Londen       | 26 september 2022 | UEFA Nations League 2022/23 | Engeland − Duitsland      | 3 − 3   |

## Samenvatting
| Competitie          | Totaal gespeeld | Winst Duitsland | Gelijk | Winst Engeland | Doelsaldo Duitsland – Engeland |
| ------------------- | --------------- | --------------- | ------ | -------------- | ------------------------------ |
| WK-eindronde        | 5               | 2               | 2      | 1              | 10 − 8                         |
| WK-kwalificatie     | 2               | 1               | 0      | 1              | 2 − 5                          |
| EK-eindronde        | 3               | 0               | 1      | 2              | 1 − 4                          |
| EK-kwalificatie     | 2               | 1               | 1      | 0              | 3 − 1                          |
| UEFA Nations League | 2               | 0               | 2      | 0              | 4 − 4                          |
| Vriendschappelijk   | 21              | 9               | 2      | 10             | 26 − 35                        |
| Totaal              | 35              | 13              | 8      | 14             | 46 − 57                        |

Wedstrijden bepaald door strafschoppen worden, in lijn met de FIFA, als een gelijkspel gerekend.

## Details

### Vijftiende ontmoeting
| WK 1982 (Madrid, Spanje, 29 juni 1982): |              | |
| Engeland | 0 – 0        | West-Duitsland |
| | goals        | |
| Ron Greenwood | bondscoach   | Jupp Derwall |
| Peter Shilton Mick Mills Terry Butcher Phil Thompson Kenny Sansom Steve Coppell Bryan Robson Ray Wilkins Trevor Francis 78' Paul Mariner Graham Rix | opstellingen | Harald Schumacher Manfred Kaltz Karlheinz Förster Uli Stielike Hans-Peter Briegel Wolfgang Dremmler Bernd Förster Paul Breitner 74' Hansi Müller 63' Uwe Reinders Karl-Heinz Rummenigge |
| Tony Woodcock 78' | wissels      | 63' Pierre Littbarski 74' Klaus Fischer |
| | gele kaarten | 68' Uli Stielike |

### Negentiende ontmoeting
| WK 1990 (Turijn, Italië, 4 juli 1990):                     |                     |                                                                     |
| West-Duitsland                                             | 1 – 1               | Engeland                                                            |
| Andreas Brehme 60'                                         | goals               | 80' Gary Lineker                                                    |
| Andreas Brehme Lothar Matthäus Karl-Heinz Riedle Olaf Thon | strafschoppen 4 – 3 | Gary Lineker Peter Beardsley David Platt Stuart Pearce Chris Waddle |

### Twintigste ontmoeting
| Vriendschappelijk (Londen, Verenigd Koninkrijk, 11 september 1991):                   |       |                       |
| Engeland                                                                              | 0 – 1 | Duitsland             |
|                                                                                       | goals | 45' Karl-Heinz Riedle |
| - Debuut van Paul Stewart (Tottenham Hotspur) en Paul Merson (Arsenal) voor Engeland. |       |                       |

### 21ste ontmoeting
| Vriendschappelijk (Detroit, Verenigde Staten, 19 juni 1993): |       |                 |
| Duitsland                                                    | 2 – 1 | Engeland        |
| Stefan Effenberg 26' Jürgen Klinsmann 55'                    | goals | 31' David Platt |

### 28ste ontmoeting
| WK 2010 (Bloemfontein, Zuid-Afrika, 27 juni 2010): |              | |
| Duitsland | 4 – 1        | Engeland |
| Miroslav Klose 20' Lukas Podolski 32' Thomas Müller 67' Thomas Müller 70' | goals        | 37' Matthew Upson |
| Joachim Löw | bondscoach   | Fabio Capello |
| Manuel Neuer Philipp Lahm Arne Friedrich Per Mertesacker Jérôme Boateng Bastian Schweinsteiger Sami Khedira Thomas Müller 72' Mesut Özil 83' Lukas Podolski Miroslav Klose 72'                                                                             | opstellingen | David James 87' Glen Johnson Matthew Upson John Terry Ashley Cole 64' James Milner Frank Lampard Gareth Barry Steven Gerrard 71' Jermain Defoe Wayne Rooney |
| Piotr Trochowski 72' Mario Gómez 72' Stefan Kießling 83' | wissels      | 64' Joe Cole 71' Emile Heskey 87' Shaun Wright-Phillips |
| Arne Friedrich 47' | gele kaarten | 81' Glen Johnson |
| - Loepzuiver doelpunt van Frank Lampard wordt afgekeurd. Uit tv-beelden blijkt overduidelijk dat de bal de doellijn heeft gepasseerd via de onderkant van de lat, maar scheidsrechter Jorge Larrionda mist het moment van de wedstrijd in de 38ste minuut. |              | |

### 32ste ontmoeting
| Vriendschappelijk (Londen, Verenigd Koninkrijk, 10 november 2017): |       |           |
| Engeland | 0 – 0 | Duitsland |
| | goals |           |
| - Debuut van Jack Cork (Burnley), Joe Gomez (Liverpool), Jordan Pickford (Everton), Ruben Loftus-Cheek (Crystal Palace) en Tammy Abraham (Swansea City) voor Engeland. - Debuut van Marcel Halstenberg (RB Leipzig) voor Duitsland. |       |           |